# Schuettea
Genre
Schuettea est un genre de poisson de la famille des Monodactylidés.
Il contient deux espèces seulement.

## Liste d'espèces
Selon ITIS:
- Schuettea scalaripinnis Steindachner, 1866
- Schuettea woodwardi (Waite, 1905)